# Zona de exclusión aérea

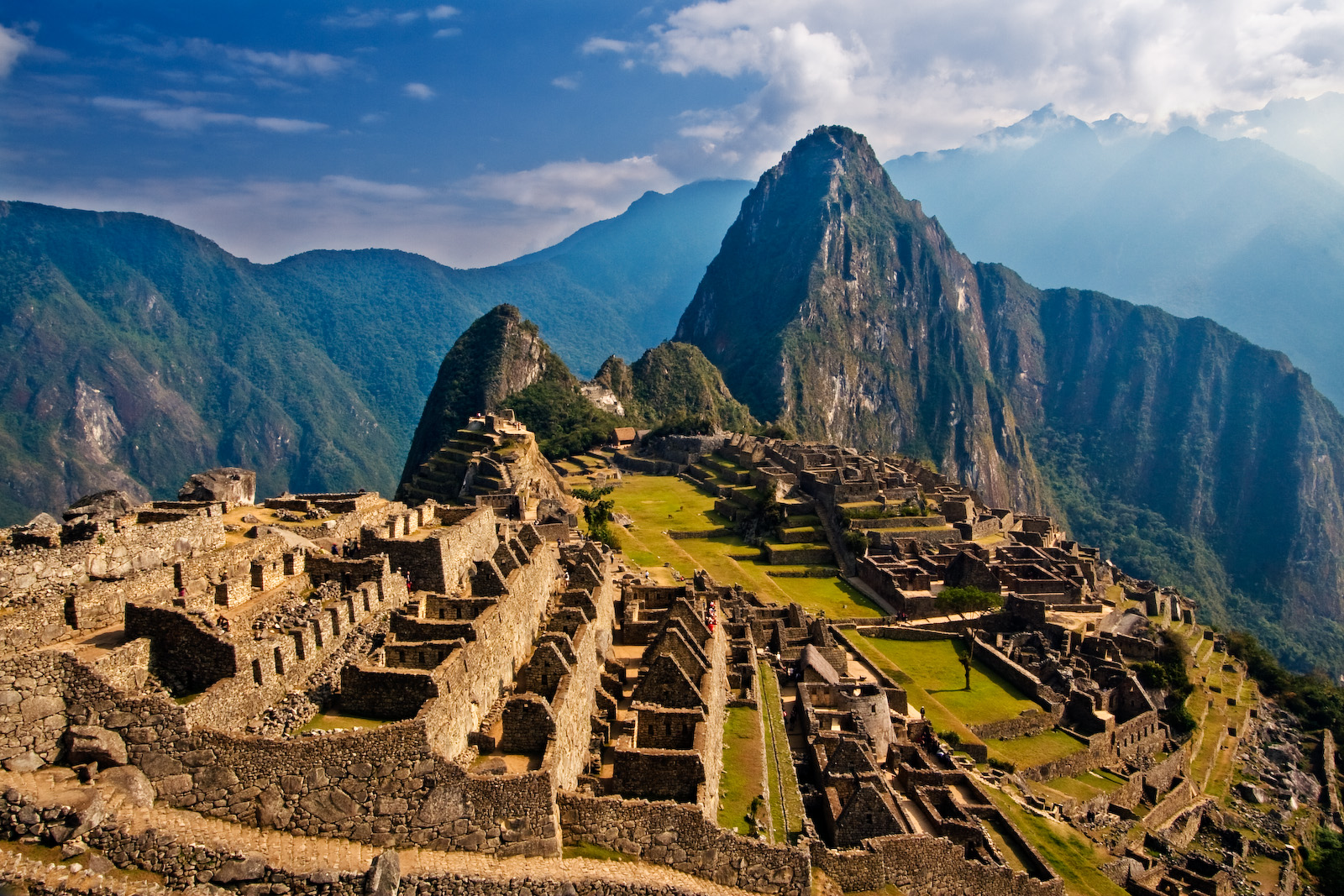
En 2006, la CORPAC declaró como zona prohibida al vuelo el espacio aéreo sobre Machu Picchu. Idénticas medidas se tomaron en España con respecto a los parques naturales.

Una zona de exclusión aérea (ZEA) —también conocida como zona prohibida al vuelo o zona de prohibición de vuelos— es un área en el que está restringido o prohibido el vuelo de aeronaves por decisión del propio estado al que pertenece el espacio aéreo o, en situaciones extraordinarias, por voluntad de un tercero.
Generalmente, estas áreas son establecidas por la propia voluntad del estado al que afectan, ya sea por necesidad militar, para garantizar la seguridad pública o por cuestiones ecológicas. Sin embargo, se han registrado unos pocos casos en los que el Consejo de Seguridad de las Naciones Unidas, e incluso países de un modo unilateral, han impuesto a un determinado estado una zona de exclusión aérea sin su consentimiento, para evitar que este emplease a la aviación militar contra la población civil o facilitar el suministro de ayuda humanitaria.
La facultad que tienen los estados de establecer zonas prohibidas al vuelo está puesta en relación con el principio de soberanía estatal que rige sobre el espacio aéreo, encontrándose recogida la regulación jurídica básica de las mismas en el artículo noveno de la Convenio sobre Aviación Civil Internacional, la cual ha sido ratificada por un total de 190 estados hasta el momento. Por otra parte, el fundamento de la imposición de las zonas de exclusión por un tercero, sin que llegase a concurrir el consentimiento del estado afectado, se ha de buscar en el capítulo séptimo de la Carta de las Naciones Unidas, especialmente en los artículos 40 a 42.

## Por voluntad del Estado
En el derecho internacional se considera que el Estado subyacente es el titular exclusivo de la soberanía sobre el espacio aéreo que se halla sobre su territorio, por lo que es lógico que sean los propios estados quienes deciden que zonas de prohibición de vuelos se aplicarán en sus dominios territoriales, como así sucede en la inmensa mayoría de las ocasiones. La regulación básica de estas áreas se encuentra en la Convención sobre Aviación Civil Internacional de 1944, donde se definen las características fundamentales que todos los Estados contratantes han de aplicar a las zonas prohibidas que instituyan. Si bien, es en los distintos ordenamientos jurídicos internos donde se concreta y delimita que parte del espacio aéreo está vetada al tráfico aéreo (civil, militar o ambos). 

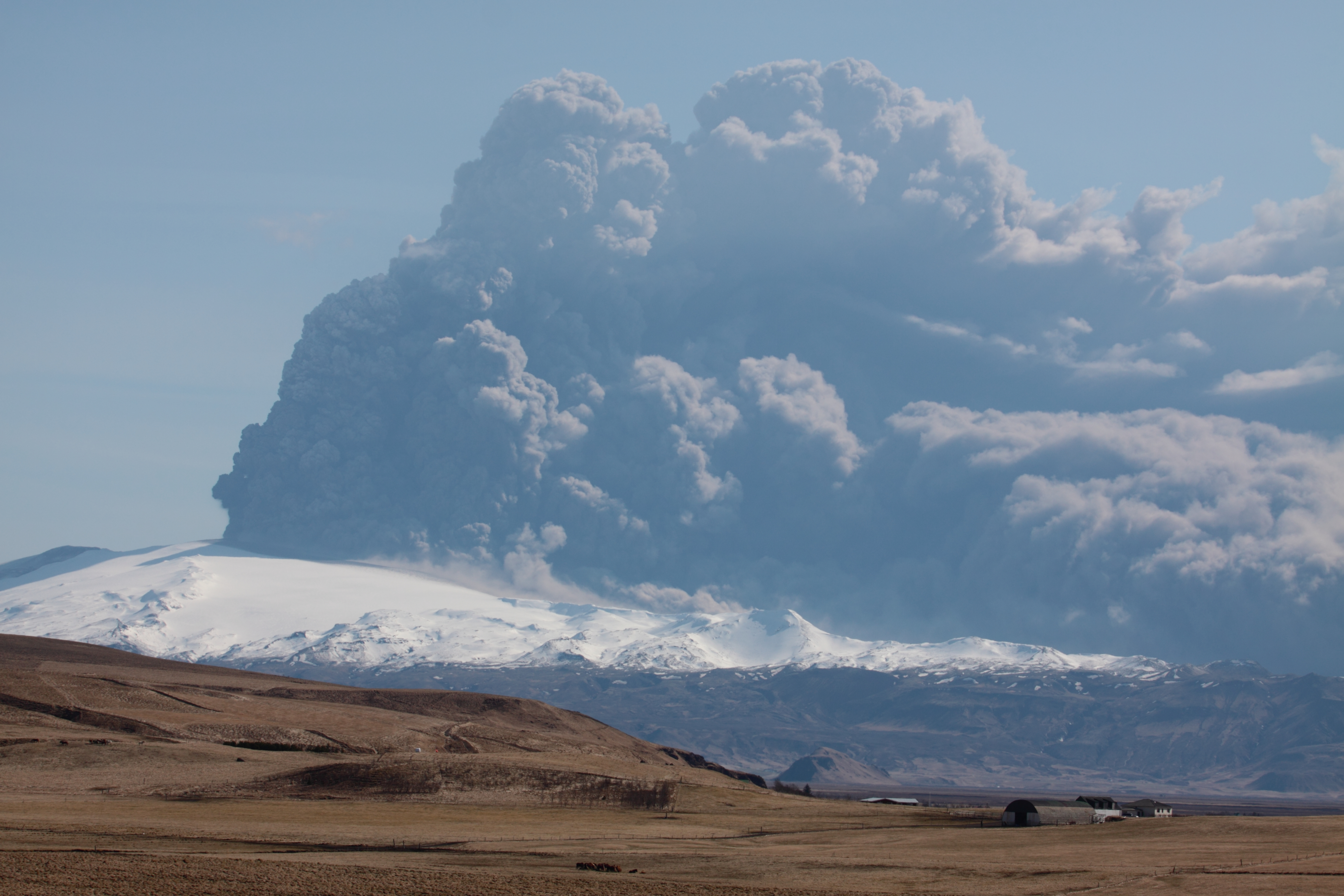
En abril de 2010, una nube de ceniza volcánica obligó a cerrar temporalmente el espacio aéreo de países como Reino Unido, Dinamarca, Bélgica o Noruega.

Así, conforme a lo estipulado en el artículo 9.(a) del citado tratado internacional, cada Estado contratante puede restringir o prohibir uniformemente los vuelos de las aeronaves de otros Estados sobre ciertas zonas de su territorio por razones de necesidad militar (entrenamiento de pilotos, por ejemplo) o de seguridad pública, aunque también es habitual que se establezcan para preservar el medioambiente o el patrimonio histórico. Asimismo, las zonas prohibidas deben de tener una extensión y situación razonables para no entorpecer innecesariamente a la navegación aérea, así como también es necesario que se mantengan informados a los demás Estados contratantes y a la Organización de Aviación Civil Internacional de las zonas prohibidas en vigor y de las modificaciones que en ellas se operen.
También cabe la posibilidad de que un Estado, bajo circunstancias excepcionales (periodos de emergencia o en interés de la seguridad pública), restrinja o prohíba temporalmente y con efecto inmediato los vuelos sobre todo su territorio o parte del mismo. Sin embargo, esta restricción o prohibición ha de aplicarse, sin distinción de nacionalidad, a las aeronaves de todos los Estados. Es lo que se designa como «prohibición general de vuelos».
Por último, en el artículo 9.(c) se determina que cada Estado contratante puede reclamar, de acuerdo con su propia legislación, que toda aeronave que penetre en una zona de exclusión aérea, indistintamente de la naturaleza de esta, aterrice tan pronto como le sea posible en un aeropuerto designado dentro de su territorio.
El número de zonas prohibidas de esta naturaleza es ingente, por lo que resulta imposible enumerarlas todas. Así, a modo de ejemplo, podrían citarse algunas de las más ilustrativas, como son las establecidas sobre el Taj Mahal, el palacio de Buckingham, el Centro de Investigación Nuclear del Néguev, el Peñón de Alhucemas, la central nuclear de Fukushima I o la estación terrena vía satélite de Pine Gap.

## Sin consentimiento
Desde la década de los noventa, y siempre bajo circunstancias de beligerancia, se han establecido, a instancia de las Naciones Unidas o de terceros estados, una serie de zonas de exclusión aérea sobre diversos países con el principal objetivo de salvaguardar la integridad física de los civiles y de hacer más fácil el suministro de material humanitario. De este modo, hasta día de hoy, se han interpuesto un total de tres en estados: Irak, Bosnia y Libia. Si bien, también se han producido solicitudes a la ONU para que esta impusiese una zona de exclusión sobre territorios como la franja de Gaza.

### Posguerra del Golfo
En el mes de marzo de 1991, después de la guerra del Golfo, se desencadenaron en Irak una serie de movimientos insurreccionales promovidos por el pueblo kurdo (norte) y la mayoría chií (sur) aprovechando la debilidad del régimen de Sadam Huseín tras su derrota en el conflicto. Sin embargo, las mermadas fuerzas aéreas iraquíes fueron movilizadas y procedieron al bombardeo de las áreas geográficas en las que se registraban los focos de rebelión, causando múltiples bajas civiles y centenares de refugiados.

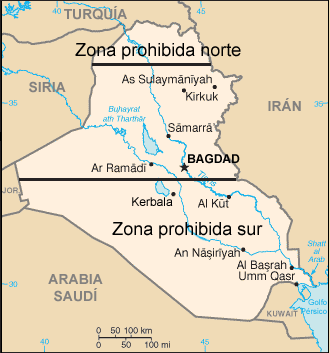
Las zonas de exclusión aérea aplicadas en Irak en la década de los noventa.

Ante esta situación, el 5 de abril de 1991, el Consejo de Seguridad de las Naciones Unidas adoptó la resolución 688, en la cual expresaba su preocupación y condenaba «los actos de represión perpetrados contra la población civil iraquí en muchas zonas de Iraq». A pesar de que en el texto no se hacía referencia al establecimiento de una zona de prohibición de vuelos en el espacio aéreo de este país árabe, ni de ninguna otra medida que supusiese una intervención sobre el territorio iraquí, Estados Unidos y Reino Unido, con el apoyo temporal de Francia, tras una libre y forzada interpretación de la resolución, decretaron la imposición de una zona de exclusión aérea tanto en el norte como en el sur de Irak. Consecuentemente, en 1991 se prohibieron los vuelos militares al norte del paralelo 36, mientras que en agosto del año siguiente se prohibieron al sur del paralelo 32, restricción que en 1993 se ampliaría hasta el paralelo 33.
Aunque los estados que pretendían instalar una zona de exclusión aérea trataron de justificarla y sostenerla jurídicamente sobre la base de lo dispuesto en la resolución 688, lo cierto es que esta decisión carecía de legalidad y quebrantaba deliberadamente la soberanía del estado iraquí. Incluso el por aquel entonces Secretario General de las Naciones Unidas, Butros Butros-Ghali, no dudó en calificar de «ilegal» a la medida. A pesar de no estar respaldada por el derecho internacional, la zona de prohibición de vuelos que afectaba al norte del país se mantuvo hasta 1996, mientras que la relativa al sur perduró hasta 2003.
El área de exclusión, que había sido interpuesta para garantizar la seguridad de la población civil y para hacer más fácil el reparto de la ayuda humanitaria entre la misma surtió efecto en la región septentrional del país, donde la escarpada orografía dificultaba los vuelos rasantes de los aparatos iraquíes. Sin embargo, los rebeldes chiitas del sur fueron duramente reprimidos a través de los helicópteros del ejército, más complicados de abatir a consecuencia de las particularidades del terreno y de sus características técnicas.

### Guerra de Bosnia

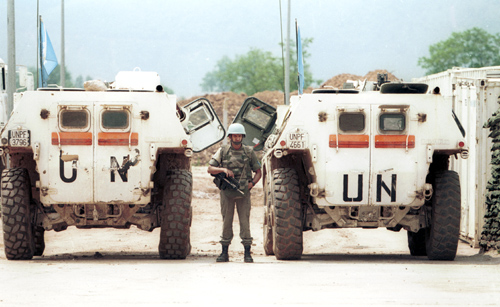
Casco azul controlando el aeropuerto de Sarajevo en 1993, durante el sitio a esta misma ciudad.

En el marco de la guerra de Bosnia, después de que la zona de prohibición de vuelos acordada en la Conferencia de Londres por las partes involucradas en el conflicto resultase violada, el Consejo de Seguridad de las Naciones Unidas aprobó una serie de resoluciones encaminadas a la instauración de un área sobre el espacio aéreo de Bosnia y Herzegovina en la que no se permitiese el vuelo de aeronaves, considerando esta medida como un «elemento esencial para la seguridad de la prestación de asistencia humanitaria y un paso decisivo para la cesación de las hostilidades».
De este modo, la resolución 781 prohibió los vuelos militares sobre la antigua república socialista, al mismo tiempo que dejaba la puerta abierta a la toma de medidas más contundentes en caso de que los beligerantes hiciesen caso omiso de la interdicción. La zona de exclusión aérea fue reafirmada en la posterior resolución 786, donde se concretaba que ésta vinculaba tanto a helicópteros como a aviones. Con todo ello, los bombardeos no cesaron, de manera que el Consejo de Seguridad, amparándose en el capítulo séptimo de la Carta de las Naciones Unidas y en los avisos dados con anterioridad, endureció la zona de prohibición al vuelo al extenderla a la aviación civil y al permitir que se adoptasen las medidas necesarias para hacerla efectiva. De todas formas, en ningún momento se vetaron los vuelos destinados a la prestación de ayuda humanitaria, aunque el régimen de autorización de los mismos sí que fue modificado según avanzaba el conflicto. Estas disposiciones quedaron reflejadas en la resolución 816.
La zona de exclusión aérea se mantuvo hasta 1995, y el balance que algunos hicieron de ella no fue demasiado positivo. Así, hubo quien la criticó por ineficaz o poco adecuada a la situación, pues con ella no se lograron evitar algunas de las mayores atrocidades dado que los actos más violentos provenían de las milicias, y quien consideró que la OTAN se amparó en ella para desenvolver acciones militares que quedaban fuera del establecimiento efectivo de una zona de exclusión.

### Guerra de Libia

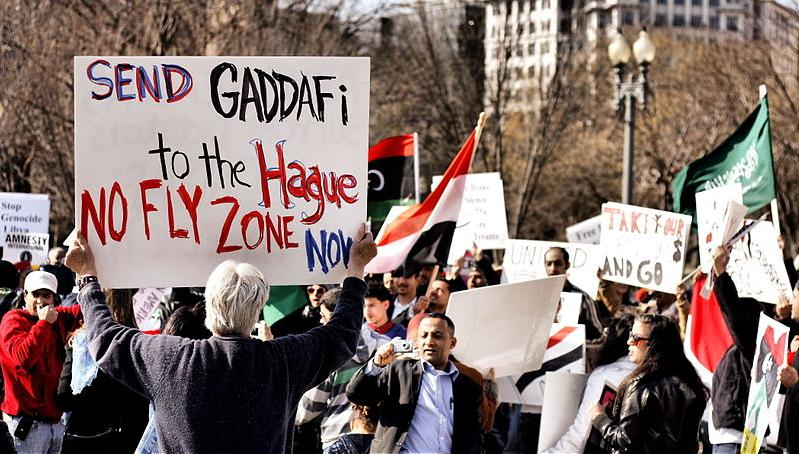
Manifestantes en frente de la Casa Blanca, mostrando su apoyo a los rebeldes libios. En la pancarta se puede leer «enviad a Gadafi a La Haya [sede de la Corte Penal Internacional]» y «zona de exclusión aérea ya».

Durante la guerra de Libia de 2011, y después de que los rebeldes, la Liga Árabe y varios estados occidentales (como Francia, Reino Unido o Estados Unidos) solicitasen la imposición de una zona de exclusión aérea sobre el país magrebí, el Consejo de Seguridad de las Naciones Unidas aprobó la resolución 1973, en la cual se decretaba una prohibición generalizada de los vuelos «a fin de ayudar a proteger a los civiles». Si bien, esta orden no sería aplicable a los vuelos que tuviesen como único propósito la prestación de ayuda humanitaria ni a los destinados a la evacuación de los ciudadanos de nacionalidad extranjera.
En respuesta a la exhortación del Consejo, una coalición de voluntarios, a la que progresivamente se fueron añadiendo más estados, dio inicio a la imposición de una zona de exclusión de vuelos el 19 de marzo. Tras una jornada de intensas operaciones, centradas en la destrucción de las defensas antiaéreas principalmente, el almirante estadounidense Michael Mullen afirmó el día 20 que la zona de exclusión se había hecho efectiva.

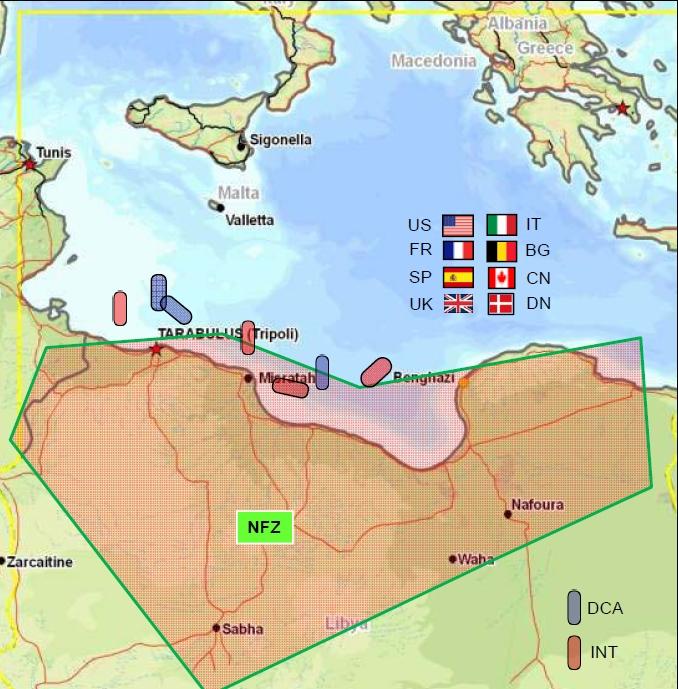
Zona de exclusión aérea en Libia en 2011

El 24 de marzo, transcurridos seis días desde el inicio de las operaciones internacionales sobre el territorio libio, los Estados miembros de la OTAN acordaron asumir la vigilancia e imposición de la zona de exclusión aérea, añadiéndose así este cometido al embargo naval de armas que venía implementando. No obstante, anteriormente se hubieron de superar las reticencias mostradas por países como Francia o Turquía (y la neutralidad de Alemania), quienes por diversas cuestiones, no creían adecuado que la Alianza Atlántica fuese la encargada de imponer la zona de exclusión.
La OTAN, en el marco de la operación Protector Unificado, continuó siendo la responsable de la imposición de una zona de exclusión aérea sobre Libia, extendiéndola, ya fuera del mandato de la ONU, bombardeando posiciones gadafistas. Sin embargo, no se descartó una posible reducción o ampliación del plazo en caso de que fuese necesario; de hecho, desde el Pentágono se temió en un principio que los tres meses debían de ser prorrogados. Finalmente el plazo se alargó hasta finales de octubre de ese año —un total de siete meses—.

### Discusión sobre Ucrania
Poco después del inicio de la invasión rusa de Ucrania en febrero de 2022, los dirigentes ucranianos instaron repetidamente a la OTAN a imponer una zona de exclusión aérea sobre Ucrania, pero la alianza rechazó la solicitud debido al riesgo de una mayor escalada y una confrontación militar directa con Rusia, así como cuestionar su valor en la protección de los asentamientos ucranianos en medio de ataques indiscriminados de la artillería terrestre rusa.